# Будинок Полтавського цивільного губернатора
Будинок Полтавського цивільного губернатора (Старогубернаторський будинок) — пам'ятка історії та архітектури у Полтаві, розташована у північно-східному секторі Круглої площі між вулицями В'ячеслава Чорновола і Монастирською.

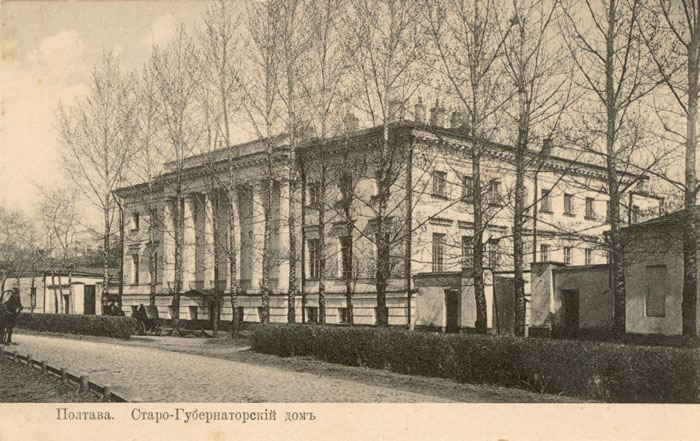
Будинок Полтавського цивільного губернатора, початок XX століття

Споруджений у 1806–1811 роках в стилі класицизму за типовим проектом 1803 року архітектора Адріяна Захарова. Пошкоджений у 1820 році внаслідок пожежі, згодом відбудований. Складається з центрального П-подібного в плані, триповерхового мурованого корпусу та двох одноповерхових Г-подібних флігелів, симетрично розташованих на кутах ділянки. Споруди об'єднано муром, що має проїзди і хвіртки. Головний фасад центрального корпусу акцентовано ризалітом із пристінним шестиколонним портиком тосканського ордера, що спирається на цокольний поверх. Портик увінчано невисоким горизонтальним аттиком. Первісне планунання було анфіладним, вхід — з дворового фасаду. Інтер'єри відзначалися багатим ліпним декором.
Будинок поруйновано у 1943 році, відбудовано з переплануванням у 1954–1956 роках за проектом архітекторів І. Шмульсона та В. Явникова.
Зараз у будинку розміщене Управління по боротьбі з організованою злочинністю УМВС України в Полтавській області.